# صورت حسينوف
صورت داود أوغلو حسينوف (بالأذرية: Surət Davud oğlu Hüseynov؛ 12 فبراير 1959 – 31 يوليو 2023) كان ضابطًا عسكريًا وسياسيًا أذربيجانيًا شغل منصب رئيس الوزراء بعد طرد الرئيس الأذربيجاني أبو الفضل إلجي بيك في الانقلاب العسكري الأذربيجاني عام 1993.
كان حسينوف قد أثنى نفسه من خلال السوق السوداء في أذربيجان السوفيتية، ثم قاد القوات على الجبهة الشمالية في حرب مرتفعات قره باغ الأولى. حصل على رتبة عقيد واستخدم أمواله لجذب القوات تحت قيادته. لم يكن يتلقى حسينوف أي تدريب عسكري ولم يكن لديه نجاحات عسكرية خلال الحرب.  أزال الرئيس الأذربيجاني أبو الفضل إلجي بيك حسينوف من القيادة، مما دفع حسينوف إلى أمر قواته بالانسحاب من الخط الأمامي وتمكين القوات الأرمنية من الاستيلاء على كلبجر.
في يونيو 1993، استولت قوات حسينوف على الأسلحة التي تركتها فرقة روسية محمولة جوًا مغادرة من كنجه. سار بعد ذلك إلى باكو، وطالب باستقالة إلجي بيك وحكومة أذربيجان بأكملها. رفض إلجي بيك دعوة مؤيديه إلى الشوارع لمواجهة جيش حسينوف، لأنه كان يخشى أن يورط هذا أذربيجان في صراع يشبه الحرب الأهلية الجورجية. اختار إلجي بيك الاستقالة بدلاً من ذلك. تم تنصيب حيدر علييف في وقت لاحق كرئيس وهو بدوره قام بتنصيب حسينوف كرئيس وزراء. وسط هذه الاضطرابات ، فقدت أذربيجان مساحات هائلة من الأراضي لأرمينيا في نزاع قره باغ وخسرت في الواقع حرب مرتفعات قره باغ الأولى.
تم سجن حسينوف لاحقًا.